# روشنک صدر
روشنک صدر (۱۳۳۸–۱۳۶۶) بازیگر سینمای ایران بود.

## زندگی‌نامه
روشنک صدر با نام تولد آذر کریمخانی قزقلعه در سال ۱۳۳۸ زاده شد. او توسط رضا بیک ایمانوردی و با فیلم اسلحه وارد دنیای سینما شد و در فیلم‌هایی چون جایزه، قادر، جاهل و رقاصه، بیدار در شهر، رامشگر، بر فراز آسمان‌ها و … نقش آفرینی نمود.
به دنبال وقوع انقلاب ۱۳۵۷ روشنک درگیر اعتیاد شد؛ به گونه‌ای که ۲۸ تیرماه ۱۳۶۶ به علتِ فشارهای زیادِ عصبی و می‌گساری دچار سکته مغزی شده و در سن ۲۸ سالگی درگذشت. پیکر او در شماره ۴۵، ردیف ۸۰، قطعه ۱۰۸ بهشت زهرای تهران به خاک سپرده شد.

## اعتیاد به مواد مخدر
در شهریور سال ۱۳۵۶ نام روشنک صدر برای نخستین بار در جراید در ارتباط با مواد مخدر منتشر شد. در خرداد سال ۱۳۵۷، روزنامه اطلاعات در مقاله‌ای خبر از دستگیری آذر کریمخانی معروف به روشنک صدر را چاپ کرد. در آن به نقل از سخنگوی شهربانی اعلام شده بود که این هنرمند سینما به جرم حمل هروئین دستگیر شده‌است. به نقل از این مقاله روشنک صدر اعتراف کرد که از سن چهارده سالگی آلوده به مواد افیونی بوده.
== فیلم‌شناسی == اولین فیلمش بزن بریم دزدی (1353)
- اسلحه (۱۳۵۴) در نقش غزاله (در تیتراژ و پوستر با نام آذر کریمی معرفی شده)
- قادر (۱۳۵۵)
- رامشگر (۱۳۵۵)
- جایزه (۱۳۵۵) در نقش پری
- جاهل و رقاصه (۱۳۵۵)
- بیدار در شهر (۱۳۵۵) در نقش مهری
- بر فراز آسمان‌ها (۱۳۵۷) در نقش بهار